# 7 Samurai Sessions: We’re Kavki Boiz
A 7 Samurai Sessions: We’re Kavki Boiz Miyavi japán rockzenész középlemeze, mely 2007. július 18-án jelent meg. Az Oricon slágerlistáján a 44. helyet érte el. A lemezen korábbi dalok szerepelnek újrahangszerelve.

## Számlista
| #  | Cím | Hossz |
| -- | --- | ----- |
| 1. | Selfish Love: Aisitekure, aisiteru kara (Selfish love –愛してくれ、愛してるから–)                          | 6:49  |
| 2. | Rock 'N' Roll Is not Dead (邦題：ロックンロールは眠らない)                                                 | 4:27  |
| 3. | Ame ni utaeba: Picsi picsi csapu csapu ran ran blues (雨に唄えば ～ピチピチチャプチャプランランブルース～) | 3:46  |
| 4. | Girls, Be Ambitious                                                                                        | 3:28  |
| 5. | Sóri no V-Rock!! (勝利のV-ROCK!!)                                                                          | 4:14  |
| 6. | Asita, genki ni naare (あしタ、元気ニなぁレ)                                                               | 4:21  |
| 7. | Kimi ni negai vo (君に願いを)                                                                              | 5:32  |